# Etiléntetrakarbonsav-dianhidrid
Az etiléntetrakarbonsav-dianhidrid halványsárga olajszerű folyadék, mely oldható di- és triklórmetánban. A szén egyik oxidja.
Szerkezetileg felfogható mint két kondenzált maleinsav-anhidrid(en) gyűrű.
1981-ben Patterson szintetizálta munkatársaival etilén-tetrakarbonsav pirolízisével. 2009-ben Taherpour újszerű és ígéretesnek tűnő eljárással, szilárd Meldrum-sav mikrohullámú pirolízisével állította elő.

## Fordítás
Ez a szócikk részben vagy egészben  az   Ethylenetetracarboxylic dianhydride című angol Wikipédia-szócikk fordításán alapul.  Az eredeti cikk szerkesztőit annak laptörténete sorolja fel. Ez a jelzés csupán a megfogalmazás eredetét és a szerzői jogokat jelzi, nem szolgál a cikkben szereplő információk forrásmegjelöléseként.